# 锡金假瘤蕨
锡金假瘤蕨（学名：Phymatopteris erythrocarpa）为水龙骨科假瘤蕨属下的一个种。

## 扩展阅读
- 維基物種上的相關：锡金假瘤蕨